# Ambasada Boża
Ambasada Boża (ukr. Посольство благословенного Царства Божого для всіх народів), właściwie: Ambasada Błogosławionego Królestwa Bożego dla Wszystkich Narodów – protestancki megakościół neocharyzmatyczny w Kijowie, na Ukrainie oraz sieć przykościelnych organizacji oraz filii zborów o charakterze charyzmatycznym działających na obszarze całej Ukrainy. Kościół założony został przez pastora Sundaya Adelaję, nigeryjskiego emigranta.
Doktryna Kościoła podkreśla się obecność cudów, uzdrowień, mówienia językami. Kościół Ambasada Boża w Kijowie liczył 25 tysięcy wiernych. Jest to największy kościół charyzmatyczny w całej Europie. Wyznawcami Ambasady Bożej jest wielu ukraińskich polityków, członków parlamentu i działaczy społecznych. Jednym ze znanych członków Kościoła jest Łeonid Czernowecki, mer Kijowa.
Procesy, zaangażowanie w politykę, wielki biznes oraz afery finansowe spowodowały odejście ze zboru większości wyznawców. W 2011 około trzydziestu osób demonstracyjnie opuściło zbór. Obecnie liczba wyznawców nie jest podawana.

## Działalność
Działania Kościoła obejmują: 
- każdego tygodnia w kijowskiej Ambasadzie Bożej odbywa się około 40 nabożeństw,
- każdego dnia Kościół rozdaje za darmo posiłki dla blisko 2 tysięcy głodujących osób,
- dotychczas w wyniku terapii odwykowych prowadzonych przez Ambasadę Bożą ponad 3 tysiące osób zostało uwolnionych od uzależnienia alkoholowego,
- Kościół prowadzi własną stację telewizyjną, która dociera do przeszło 100 milionów odbiorców w krajach Europy, Afryki oraz do Rosji,
- pastor Adelaja napisał przeszło 80 książek,
- Kościół Ambasada Boża zamierzał zbudować nowy kompleks, który składać się będzie ze świątyni zdolnej pomieścić 50 tysięcy osób (miejsca siedzące), kilkupiętrowego budynku mieszkalnego, centrów kościelnych oraz centrum rozrywki i centrum sportowego. Koszt inwestycji wynosi ok. 15 milionów dolarów.